# Chellalat El Adhaoura (distrito)
Chellalat El Adhaoura é um distrito localizado na província de Médéa, Argélia, e cuja capital é a cidade de mesmo nome. A população total do distrito era de 58 138 habitantes, em 2008.[carece de fontes?]

## Comunas
O distrito está dividido em quatro comunas:
- Chellalat El Adhaoura
- Cheniguel
- Tafraout
- Aïn Ouksir